# Пирмэн, Джозеф
Джозеф Бернард «Джо» Пирмэн (англ. Joseph Bernard "Joe" Pearman, 8 мая 1892 — 30 мая 1961) — американский легкоатлет, призёр Олимпийских игр.
Джозеф Пирмэн родился в 1892 году в Нью-Йорке. В 1920 году на Олимпийских играх в Антверпене он завоевал серебряную медаль в ходьбе на 10 км; также участвовал в ходьбе на 3 км, но не завоевал медалей.